# Koridor Heši
Koridor Heši (kitajsko: 河西走廊; pinjin: Héxī Zǒuláng; Wade–Giles: Ho2-hsi1 Tsou3-lang2, Xiao'erjing: حْسِ ظِوْلاْ, IPA: /xɤ˧˥ɕi˥ tsoʊ˨˩˦lɑŋ˧˥/), znan tudi kot koridor Gansu, je pomembna zgodovinska regija v sodobni zahodni provinci Gansu na Kitajskem. Nanaša se na ozek odsek prehodne in razmeroma obdelovalne ravnine zahodno od Ordoške zanke Rumene reke, obrobljene med veliko bolj dvignjenimi in negostoljubnimi tereni mongolske in tibetanske planote. Ime Heši se nanaša na 'zahodno od reke'.
Koridor Heši je bil kot del severne Svilne poti, ki je potekala severozahodno od zahodnega odseka zanke Ordos med Jinčuanom in Landžoujem, najpomembnejša trgovska pot na severozahodu Kitajske. Kitajsko je povezala z zgodovinskimi zahodnimi regijami za trgovce in vojaške vdore v Srednjo Azijo. To je niz oaz vzdolž severnih robov gorovja Čilian in Altin-Tagh, z visoko in pusto Tibetansko planoto naprej proti jugu. Na severu so gore Longšou, Heli in Mazong, ki jo ločujejo od sušne puščave Badain Džaran, puščave Gobi in hladnih step mongolske planote. Na zahodnem koncu se pot razcepi na tri, ki gre bodisi severno od gorovja Tjanšan ali južno na obeh straneh Tarimske kotline. Na vzhodnem koncu gore okoli Landžouja omogočajo dostop do kotline Longši, ki vodi proti vzhodu skozi goro Long vzdolž doline reke Vei v naseljeno nižino Guandžong in nato v osrednjo nižino.

## Zgodovina

### Zgodnje razpršitev pridelka
Kitajsko proso (Panicum miliaceum in Setaria italica), riž in drugi pridelki so potovali proti zahodu skozi koridor in dosegli zahodno Azijo in Evropo od 5. tisočletja do 2. tisočletja pr. n. št..
Gojena pšenica, ki izvira iz rodovitnega polmeseca, se je pojavila na Kitajskem okoli leta 2800 pr. n. št. v Donghuišanu na koridorju Heši. V tem časovnem obdobju so dokazani tudi številni drugi pridelki. Šišanping je še eno podobno mesto v Gansuju.
Po mnenju Dodsona in soavtorjev (2013) je pšenica vstopila prek koridorja Heši v južni Gansu okoli 3000 pr. n. št., čeprav drugi učenjaki to datirajo nekoliko pozneje.
Že v 1. tisočletju pr. n. št. se je v Sibiriji začela pojavljati svila, ki je potovala čez severni krak Svilne poti, vključno s segmentom koridorja Heši.

### Dinastija Čin
Ob koncu dinastije Čin (221–206 pr. n. št.) so Juedži premagali prejšnje naseljence, Vusun in Čjang, ter zasedli zahodni koridor Heši. Kasneje so novo vstale vojske Šiongnu pod vodstvom Moduja Čanjuja premagale in izgnale Juedžije ter med sporom Ču-Han in zgodnjo dinastijo Han ustanovile prevladujoč konfederacijski imperij.

### Dinastija Han
Med vladavino cesarja Vena iz dinastije Han je Modujev sin Laošang Čanju leta 162 pr. n. št. ponovno premagal Juedžije, s čimer je večino preživelih (kasneje znanih kot Veliki Juedžiji) prisilil k izselitvi proti zahodu v Srednjo Azijo, medtem ko je majhen del prebivalstva, ki se ni selil (znan kot Mali Juedži), bil prisiljen pomešati med ljudstvo Čiang in postati podložnik Šiongnujskega kralja Tuqija. Na tej točki je bil koridor Heši pod popolnim nadzorom Šiongnujev, v glavnem sta ga zasedali plemeni Hunje in Šiutu.
Leta 138 pr. n. št. je cesar Vu poslal Džang Šiana kot veleposlanika v zahodne regije, da bi navezal stik z Velikim Juedžijem. Tega odposlanca je Šiongnu prestregel med potovanjem skozi koridor Heši in je bil deset let v ujetništvu, dokler ni končno pobegnil in nadaljeval svojo misijo naprej proti zahodu. Končno je prispel na ozemlje Juedžijev, vendar voditeljev ni mogel prepričati v zavezništvo proti Šiongnuju. Na povratku ga je ponovno ujel Šiongnu, medtem ko je prečkal koridor Heši, vendar mu je dve leti kasneje spet uspelo pobegniti. Končno se je vrnil v Čangan leta 125 pr. n. št. in prinesel neprecenljive podrobne informacije o različnih srednjeazijskih kraljestvih, kot so Dajuan, Dašia in Kangdžu, pa tudi o drugih oddaljenih državah, kot so Anši, Tiaodži, Šendu in Vusun.
Med vojno Han–Šiongnu je general Han Huo Qubing izgnal Šiongnuje iz koridorja Heši in jih celo pregnal iz Lop Nurja, ko se je kralj Hunje leta 121 pred našim štetjem predal Huo Čubingu. Imperij Han je pridobil novo ozemlje s trgovinskim dostopom do zahodnih regij in tudi odrezal Šiongnu od njihovih zaveznikov Qiangov. Spet leta 111 pr. n. št. so sile Hanov odvrnile skupno invazijo Šiongnu-Čjanga in za utrditev nadzora nad regijo so v koridorju Heši ustanovili štiri nove poveljstva, in sicer (od vzhoda proti zahodu) Vuvei, Džangje, Džiuquan in Dunhuang, skupaj znani kot Štiri komanderije Heši (kitajsko: 河西四郡).
Od približno 115–60 pr. n. št. so se sile Han borile proti Šiongnu za nadzor nad oaznimi mestnimi državami v Tarimski kotlini. Hani so na koncu zmagali in leta 60 pr. n. št. ustanovili protektorat zahodnih regij, ki se je ukvarjal z obrambo in zunanjimi zadevami regije.
Med turbulentno vladavino Vang Manga so Hani izgubili nadzor nad Tarimsko kotlino, ki so ga Šiongnuji ponovno osvojili leta 63 n. št. in ga uporabili kot bazo za napad na koridor Heši. Dou Gu je ponovno premagal Šiongnuje v bitki pri Jivulu leta 73 n. št., jih izgnal iz Turpana in jih lovil do Barkolskega jezera, preden je ustanovil garnizijo v Hamiju.
Potem ko so novega generalnega zaščitnika zahodnih regij Čen Muja leta 75 n. št. ubili zavezniki Šiongnujev v Karasahrju in Kuči, je bil garnizon v Hamiju umaknjen. V bitki pri Altajskem gorovju leta 89 n. št. je Dou Šian premagal Severne Čandžuje, ki so se umaknili v Altajsko gorovje. Sile Hanov, združene s podjarmljenimi Južnimi Šiongnuji, so v letih 90 in 91 n. št. ponovno dvakrat premagale severne Čanjuje.

### Dinastija Tang
Dinastija Tang se je borila s Tibetanskim cesarstvom za nadzor nad območji v notranji in srednji Aziji. Med letoma 670 in 692 je bil dolg niz konfliktov s Tibetom zaradi ozemelj v Tarimski kotlini.
Leta 763 so Tibetanci med uporom An Lušan za petnajst dni celo zavzeli prestolnico Tang Čangan. Med tem uporom so Tangi umaknili svoje zahodne garnizije, stacionirane v današnjem Gansu in Činghaj, ki so ju Tibetanci nato zasedli skupaj z območjem, ki je današnji Šindžjang. Sovražnosti med Tangi in Tibetom so se nadaljevale, dokler niso podpisali uradne mirovne pogodbe leta 821. Pogoji te pogodbe, vključno s stalnimi mejami med državama, so zapisani v dvojezičnem napisu na kamnitem stebru zunaj Jokanga v Lasi.

### Zahodna dinastija Šja
Dinastijo Zahodni Šja so v 11. stoletju ustanovili ljudje Tanguta. Zahodni Šja so od leta 1038 do 1227 n. št. nadzorovali območja v današnjih severozahodnih kitajskih provincah Gansu, Šaanši in Ningšja.

### Dinastija Juan
Džingiskan je začel osvajanje dinastije DŽin okoli leta 1207, Ögedej Kan pa ga je nadaljeval po njegovi smrti leta 1227. Dinastija Džin pod vodstvom Džurčena je padla leta 1234 n. št. s pomočjo dinastije Južni Song, ki so ji vladali Hani.
Ögedei je leta 1227 osvojil tudi dinastijo Zahodni Šja in umiril območje koridorja Heši, ki je bilo kasneje vključeno v dinastijo Juan.

## Geografija
Koridor Heši je dolg, ozek prehod, ki se razteza približno 1000 kilometrov od strmega pobočja hriba Vušaolin v bližini sodobnega mesta Landžou do prelaza Jumen (Džade Gate) na meji Gansu in Šindžjang. Ob poti je veliko rodovitnih oaz, ki jih napajajo reke, ki tečejo iz gorovja Čilian, kot so reke Šijang, Džinčuan, Edžin (Heihe) in Šule.
Osupljivo negostoljubno okolje obdaja to verigo oaz: zasnežene gore Čilian (tako imenovane 'južne gore' ali 'Nanšan') na jugu; gorsko območje Beišan ('severne gore'), planota Alašan in širna puščava Gobi na severu. Geološko gledano koridor Heši pripada kenozojskemu predzemeljskemu bazenskemu sistemu na severovzhodnem robu Tibetanske planote.
Starodavna pot je nekoč potekala skozi Haidong, Šining in okolico jezera Džujan ter služila dejanskemu območju približno 215.000 km². To je bilo območje, kjer sta gora in puščava omejila karavanski promet na ozko stezo, kjer so razmeroma majhne utrdbe lahko nadzorovale mimoidoči promet.
Vzdolž koridorja Heši je več večjih mest. V zahodni provinci Gansu je Dunhuang (Šadžou), nato Jumen, nato Džiajuguan, nato Džiuquan (Sudžou), nato Džangje (Gandžou) v središču, nato Džinčang, nato Vuvei (Liangdžou) in končno Landžou na jugovzhodu. V preteklosti je bil Dunhuang del območja, znanega kot Zahodne regije. Južno od province Gansu, na sredini tik nad provinčno mejo, leži mesto Šining, glavno mesto province Činghai. Šining je bil nekoč glavno trgovsko središče koridorja Heši.
Trdnjava Džiajuguan varuje zahodni vhod v Kitajsko. Stoji na prelazu Džiajuguan na najožji točki koridorja Heši, približno 6 kilometrov jugozahodno od mesta Džiajuguan. Trdnjava je prva utrdba Velikega kitajskega zidu na zahodu.